# Птачникова, Ленка
Ленка Птачникова (чеш. Lenka Ptáčníková; род. 16 января 1976, Чехословакия) — чешская и исландская шахматистка, гроссмейстер среди женщин (2000). Двукратная чемпионка Чехии (1994, 1996), десятикратная чемпионка Исландии (2006, 2009, 2010, 2012-2018). Начиная с 1994 года, участвовала во всех Шахматных олимпиадах. До 2002 года представляла сборную Чехии, далее — сборную Исландии.

## Биография
Родилась в 1976 году в Чехословакии. В 1992—1996 годах представляла Чехию на различных международных молодёжных соревнованиях. В это же время добилась первого серьёзного успеха на взрослом уровне, став в 1994 и 1996 годах чемпионкой Чехии. В 1997 году на чемпионате Чехии заняла третье место, в 1999 — второе. С 1994 года входила в сборную своей страны на всех Шахматных олимпиадах. В 2000 году была удостоена звания гроссмейстера среди женщин.
После смены гражданства на исландское в 2004 году стала членом сборной Исландии, в её составе играла на всех Олимпиадах с 2004 года. Два раза, в 2005 и 2017 годах, побеждала в Чемпионате стран Северной Европы. В 2005 и 2013 годах участвовала в составе сборной в Командном чемпионате Европы.
Замужем за исландским гроссмейстером Хельги Ауссом Гретарссоном с 2002 года.

## Изменения рейтинга
| Графики недоступны из-за технических проблем. См. информацию на Фабрикаторе и на mediawiki.org. |